# Sinan-dong, Cheonan
Sinan-dong (koreanska: 신안동) är en stadsdel i staden Cheonan i provinsen Södra Chungcheong, i den centrala delen av landet, 80 km söder om huvudstaden Seoul. Den ligger i stadsdistriktet Dongnam-gu.